# Chumatlán
Chumatlán là một đô thị thuộc bang Veracruz, México. Năm 2005, dân số của đô thị này là 3371 người.